# Реньо (лунный кратер)
Кратер Реньо (лат. Regnault) — крупный древний ударный кратер в северном полушарии видимой стороны Луны. Название присвоено в честь французского химика и физика Анри Виктора Реньо (1810—1878) и утверждено Международным астрономическим союзом в 1935 г. Образование кратера относится к нектарскому периоду.

## Описание кратера

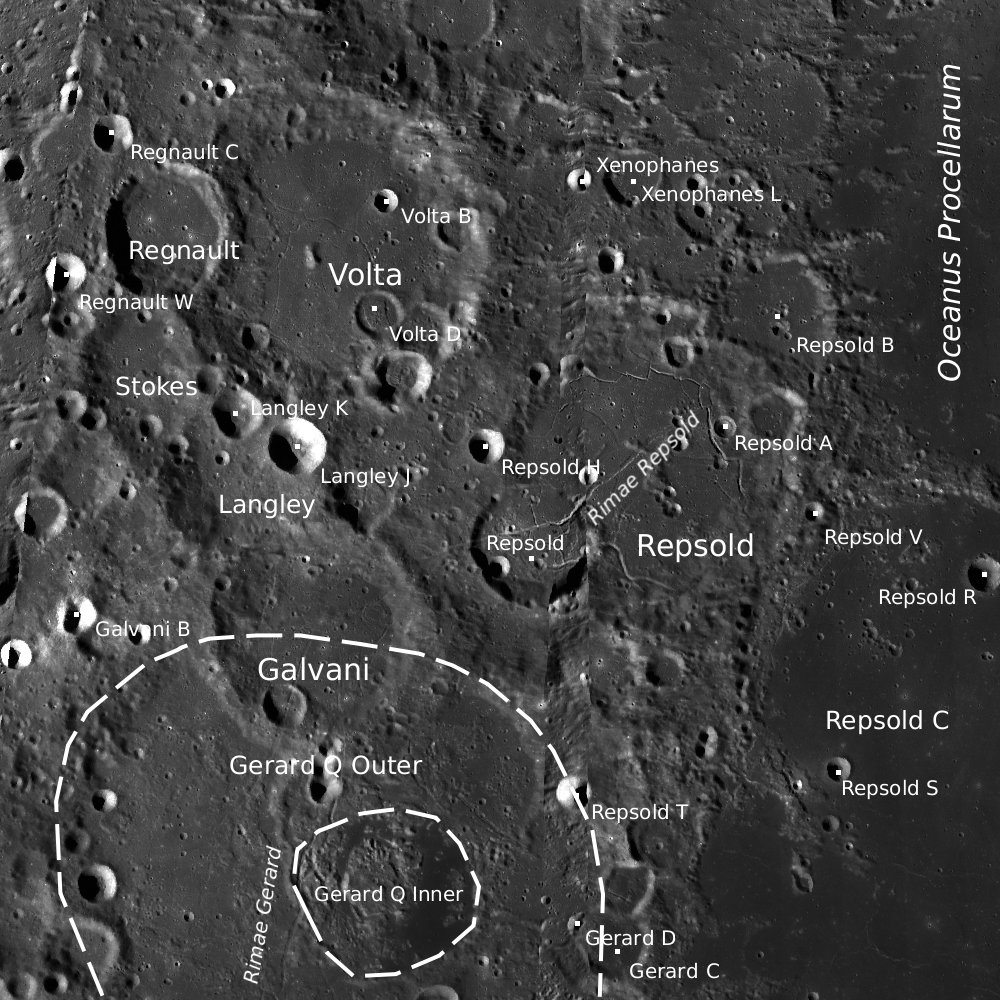
Окрестности кратера Реньо. Снимок зонда Lunar Reconnaissance Orbiter.

Кратер Реньо перкрывает западную часть вала кратера Вольта. Другими ближайшими соседями кратера являются кратер Почобут на северо-западе; кратер Ксенофан на северо-востоке и кратер Стокс примыкающий к южной части вала кратера Реньо. На востоке от кратера расположен Океан Бурь. Селенографические координаты центра кратера 54°02′ с. ш. 87°53′ з. д. / 54,04° с. ш. 87,88° з. д., диаметр 51,3 км, глубина 2520 м.
Кратер Реньо имеет полигональную форму и несколько вытянут с севера на юг. Вал сглажен, в южной части немного спрямлен. Внутренний склон неравномерный по ширине, наиболее широкий в южной части, сохранил слабые остатки террасовидной структуры. Высота вала над окружающей местностью достигает 1090 м, объем кратера составляет приблизительно 1650 км³. Дно чаши ровное, отмечено множеством мелких кратеров. 

## Сателлитные кратеры

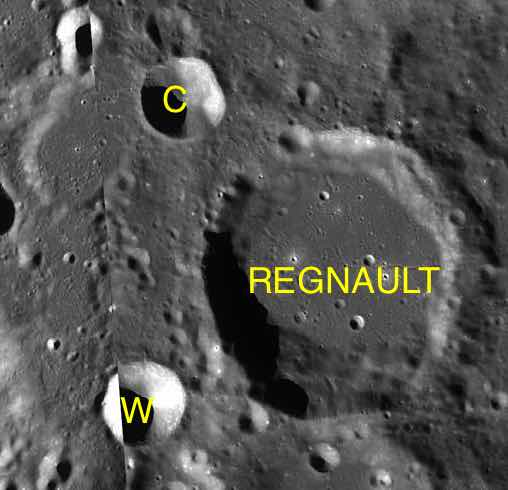
Фрагмент карты LAC-21.

| Реньо | Координаты                                            | Диаметр, км |
| ----- | ----------------------------------------------------- | ----------- |
| C     | 55°06′ с. ш. 89°10′ з. д. / 55,1° с. ш. 89,16° з. д.  | 13,9        |
| W     | 53°25′ с. ш. 89°46′ з. д. / 53,42° с. ш. 89,77° з. д. | 14,2        |

## См.также
- Список кратеров на Луне
- Лунный кратер
- Морфологический каталог кратеров Луны
- Планетная номенклатура
- Селенография
- Минералогия Луны
- Геология Луны
- Поздняя тяжёлая бомбардировка